# Nahverkehr in Kassel
Der öffentliche Personennahverkehr in Kassel besteht aus einem gut ausgebauten Schienennetz (Straßenbahn, regionales Stadtbahnsystem RegioTram, Regionalbahnen) sowie ergänzenden Buslinien. Bedeutende Umsteigepunkte sind die Haltestellen Königsplatz im Stadtzentrum, Bf. Wilhelmshöhe, Hauptbahnhof, Platz der Deutschen Einheit, Ihringshäuser Straße und Holländische Straße. Die Stadt Kassel liegt im Nordhessischen Verkehrsverbund.
Am 25. März 2018 wurde mit dem Namen „Kasseler Linien“ eine größere Reform des bisherigen Netzes umgesetzt. Die Veränderungen betreffen insbesondere den innerstädtischen Bus- und in Teilen den Straßenbahnverkehr. Ausgenommen sind die regionalen Busverbindungen sowie die RegioTram.

## Aktuelles Verkehrsangebot seit 15. Dezember 2019

### Schienenverkehr

#### Regionalverkehr
Die Linien des Regionalverkehrs stellen hauptsächlich Verbindungen in die nähere Umgebung her, wie nach Göttingen. Darüber hinaus verbinden Regionalexpresszüge Kassel auch mit anderen Ballungsgebieten, so Frankfurt. Ausgangspunkt sind der Bahnhof Wilhelmshöhe sowie der Hauptbahnhof. Einzelne Linien bedienen jedoch nicht beide Stationen.
| Linie       | Strecke |
| ----------- | --- |
| RE2         | Kassel-Wilhelmshöhe – Eichenberg – Erfurt Hbf.                                                                                 |
| RB4         | Kassel-Wilhelmshöhe – Wolfhagen – Korbach Hbf                                                                                  |
| RB5         | Kassel Hbf. – Kassel-Wilhelmshöhe – Melsungen – Bebra – Bad Hersfeld – Fulda                                                   |
| RE5         | Kassel Hbf. – Kassel-Wilhelmshöhe – Melsungen – Bebra – Bad Hersfeld (-Fulda - Hanau Hbf - Frankfurt Hbf) (Expressverbindung)  |
| RB83        | Kassel Hbf. – Eichenberg – Göttingen                                                                                           |
| RE9         | Kassel-Wilhelmshöhe – Eichenberg – Halle/Saale Hbf.                                                                            |
| RE11        | Kassel-Wilhelmshöhe – Hofgeismar – Warburg (Westf.) – Paderborn – Lippstadt – Soest – Dortmund – Essen – Duisburg – Düsseldorf |
| RE17        | Kassel-Wilhelmshöhe – Hofgeismar – Warburg - Hagen Hbf.                                                                        |
| RE30 / RE98 | Kassel Hbf. – Kassel-Wilhelmshöhe – Schwalmstadt - Marburg – Gießen – Frankfurt am Main Hbf.                                   |
| RB38        | Kassel Hbf. – Kassel-Wilhelmshöhe – Wabern (-Schwalmstadt-Treysa) (HVZ-Verstärker)                                             |
| RB39        | Kassel Hbf. – Kassel-Wilhelmshöhe – Wabern – Fritzlar – Bad Wildungen                                                          |
| RE39        | Kassel Hbf. – Kassel-Wilhelmshöhe – Wabern – Fritzlar – Bad Wildungen (Expressverbindung; nur in der HVZ)                      |

#### RegioTram
Die RegioTram Kassel verkehrt auf drei Linien innerhalb der Stadt Kassel und auf Eisenbahnstrecken in der Region Nordhessen. Dabei nutzt die RegioTram innerhalb der Stadt Kassel die Schienen der Straßenbahn und wechselt am Hauptbahnhof Kassel auf Eisenbahnstrecken der Deutschen Bahn. Auf den Eisenbahnstrecken hält die RegioTram innerhalb Kassels dabei an folgenden Bahnhöfen bzw. Haltepunkten: Hauptbahnhof (RT1, RT4, RT5), Kassel-Wilhelmshöhe (RT5), Kassel-Kirchditmold (RT1, RT4), Kassel-Harleshausen (RT1, RT4), Kassel-Jungfernkopf (RT1, RT4) und Kassel-Oberzwehren (RT5).
| Linie | Strecke |
| ----- | --- |
| RT1   | Holländische Straße – Königsplatz – Scheidemannplatz – Hauptbahnhof – Obervellmar – Hofgeismar-Hümme         |
| RT4   | Holländische Straße – Königsplatz – Scheidemannplatz – Hauptbahnhof – Obervellmar – Zierenberg (– Wolfhagen) |
| RT5   | Auestadion – Rathaus/Fünffensterstraße – Scheidemannplatz - Hauptbahnhof – Bahnhof Wilhelmshöhe – Melsungen  |

#### Straßenbahn
Die Straßenbahn Kassel verkehrt auf sieben Linien innerhalb der Stadt und auf Streckenabschnitten in Nachbargemeinden und -städten. Dabei verkehren die Straßenbahnen teilweise auf ehemaligen Eisenbahnstrecken. Neben den so trassierten Abschnitten verlaufen viele Strecken auf eigenen Gleiskörpern, die sich die Tram nicht mit dem Individualverkehr teilen muss, sodass die Straßenbahn Kassel hier ein stadtbahnähnliches Erscheinungsbild aufweist. Das Netz der „Kasseler Linien“, so der neue Vermarktungsname, startete am 25. März 2018 und umfasst 8 Straßenbahnlinien.
| Linie | Strecke |
| ----- | --- |
| 1     | Wilhelmshöhe(Park) – Bf. Wilhelmshöhe – Königsplatz – Holländischer Platz/Universität – Holländische Straße – Vellmar                                                       |
| 2     | Baunatal – Mattenberg – Oberzwehren Mitte – Brückenhof |
| 3     | Mattenberg – Oberzwehren Mitte – Brückenhof – Bf. Wilhelmshöhe – Königsplatz – Weserspitze – Ihringshäuser Straße                                                           |
| 4     | Druseltal – Bf. Wilhelmshöhe – Bebelplatz – Ständeplatz – Königsplatz – Platz der Deutschen Einheit – Leipziger Platz – Kaufungen-Papierfabrik – Helsa – Hessisch Lichtenau |
| 5     | Baunatal – Mattenberg – Oberzwehren Mitte – Auestadion – Königsplatz – Holländischer Platz/Universität – Holländische Straße                                                |
| 6     | Brückenhof – Oberzwehren Mitte – Auestadion – Königsplatz – Weserspitze – Klinikum – Ihringshäuser Straße                                                                   |
| 7     | Mattenberg – Oberzwehren Mitte – Brückenhof – Bf. Wilhelmshöhe – Goethestraße – Ständeplatz – (Hauptbahnhof) –Scheidemannplatz – (Königsplatz –) Weserspitze – Wolfsanger   |
| 8     | Hessenschanze – Bebelplatz – Ständeplatz – Königsplatz – Platz der Deutschen Einheit – Leipziger Platz – Kaufungen-Papierfabrik                                             |

#### Ausbaupläne
Die letzte Streckenerweiterung wurde am 23. Oktober 2011 in Betrieb genommen. Die Straßenbahnlinie 1 verkehrt dabei nun über die Holländische Straße hinaus bis nach Vellmar-Nord.
Weiter bestehen Pläne für den Neubau einer Straßenbahnstrecke in den Stadtteil Waldau ab der Haltestelle Platz der Deutschen Einheit. Nach zwischenzeitlichen Planungen der Kasseler Verkehrsgesellschaft sollten auf diesem Streckenabschnitt allerdings keine klassischen Straßenbahnen verkehren, sondern die RegioTram, die bis 2015 noch bis zur Endhaltestelle Leipziger Straße verkehrten. Mittlerweile verkehren diese Linien als Verstärkung auf der Holländischen Straße, sodass ihr Einsatz auf einer möglichen Erweiterung des Streckennetzes nach Waldau ungewiss erscheint.
Diskussionen gibt es zudem immer wieder über eine Verlängerung der Linie 4 über die Endhaltestelle Druseltal hinaus zum Herkules, dem Wahrzeichen Kassels. Konkrete Pläne sind hier allerdings noch nicht gefasst worden, zumal die Förderfähigkeit eines solchen, rein touristisch wertvollen, Projekts derzeit ungewiss erscheint.
Durch den VEP 2030 steht auch der Bau einer Straßenbahnverbindung über Rothenditmold nach Harleshausen wieder auf der Agenda der städtischen Verkehrspolitik.

### Busverkehr
Die Stadt Kassel ist Ausgangspunkt für viele Busverbindungen in die Nachbargemeinden und -städte. Neben diesen Regionalbuslinien werden einige Stadtteile, die nicht an das Straßenbahnnetz angeschlossen sind, über Stadtbuslinien verbunden, die auch in das Stadtzentrum verkehren. Daneben gibt es Stadtteilbusse zum Anschluss mit der nächsten Straßenbahn-Haltestelle. Der Busverkehr in und um Kassel wird hauptsächlich von der Kasseler Verkehrs-Gesellschaft und durch HLB Busverkehr der Hessischen Landesbahn bedient. Manche Fahrten sind zudem an diverse Subunternehmen vergeben. Auch das städtische Busnetz wurde mit dem Start der Kasseler Linien weitreichend verändert.

#### Stadt- und Regionalbuslinien
| Linie | Strecke |
| ----- | --- |
| 10    | Rasenallee – Ahnatalstraße – Rothenditmold - Königsplatz/Mauerstraße – Wohnstadt Waldau - Industriepark Waldau – Auestadion (Nur Mo–Sa bis Auestadion) (So nur bis Wohnstadt Waldau) (In der Schwachverkehrszeit verkehrt diese Buslinie nur zwischen Rasenallee <> Wohnstadt Waldau) (Verbund mit Linie 17 in der Schwachverkehrszeit)                                             |
| 11    | Holländische Straße / Vellmar, Dörnbergstraße – Ahnatalstraße – Bf. Wilhelmshöhe – Dönche – DEZ-Einkaufszentrum (In der Schwachverkehrszeit verkehrt diese Buslinie nur zwischen Holländische Straße <> Bf. Wilhelmshöhe) (Verbund mit Linie 12 nur abends in der Schwachverkehrszeit)                                                                                              |
| 12    | Leipziger Platz – Wohnstadt Waldau – Auestadion – Bf. Wilhelmshöhe - Rothenditmold - Klinikum Kassel - Weserspitze (Nur Mo–Sa bis Weserspitze) (So nur bis Bf. Wilhelmshöhe) (In der Schwachverkehrszeit verkehrt diese Buslinie nur zwischen Auestadion <> Bf. Wilhelmshöhe) (Verbund mit Linie 11 nur abends in der Schwachverkehrszeit)                                          |
| 13    | Auestadion – Bebelplatz – Rothenditmold – Klinikum Kassel – Weserspitze (Nur Mo–Fr bis Weserspitze) (Sa–So nur bis Bebelplatz) (Diese Buslinie verkehrt nur bis 22 Uhr) (Verbund mit Linie 16 bis 22 Uhr) |
| 14    | Am Kubergraben – Ahnatalstraße – Teichstraße – Königsplatz/Mauerstraße (Nur Mo–Fr von 6 bis 8 Uhr und von 13 bis 18 Uhr) |
| 16    | Auestadion – Auebad – Altmarkt – Königsplatz/Mauerstraße - Hauptbahnhof - Rothenberg (In der Schwachverkehrszeit verkehrt diese Buslinie nur zwischen Königsplatz/Mauerstraße <> Rothenberg) (Verbund mit Linie 13 bis 22 Uhr) |
| 17    | Fraunhofer-Institut – Hauptbahnhof – Königsplatz/Mauerstraße – Platz der Deutschen Einheit – Industriepark Waldau – Fuldabrück – Dennhäuser Straße – Brückenhof (Nur Mo–Sa bis Brückenhof) (So nur bis Dennhäuser Straße) (In der Schwachverkehrszeit verkehrt diese Buslinie nur zwischen Wohnstadt Waldau <> Dennhäuser Straße) (Verbund mit Linie 10 in der Schwachverkehrszeit) |
| 21    | Brückenhof - Nordshausen - Druseltal (Verbund mit Linie 22) |
| 22    | Druseltal – Herkules – Dörnberg – Ehlen (Verbund mit Linie 21) |
| 23    | Wilhelmshöhe (Park) - Druseltal - Herkules (verkehrt nur an Tagen mit Wasserspielen) |
| 25    | (Stadtteilbus Wehlheiden) Auestadion – Botanischer Garten – Kirchweg – Am Weinberg – Rathaus/Fünffensterstraße (Nur Mo–Sa bis Rathaus/Fünffensterstraße) (So nur als AST25 zwischen Auestadion <> Kirchweg) (Diese Buslinie verkehrt nur bis 20 Uhr) |
| 26    | Hasenhecke – Wolfsgraben – Weserspitze |
| 27    | Ihringshäuser Straße – Wolfsanger |
| 28    | Holländische Straße – Warteberg |
| 29    | Leipziger Platz – Gartenstadt Eichwald |
| 30    | Platz der Deutschen Einheit – Niestetal – Staufenberg |
| 31    | Platz der Deutschen Einheit – Salzmannshausen – Sandershausen – Heiligenrode |
| 32    | Fraunhofer-Institut – Hauptbahnhof – Platz der Deutschen Einheit – Niestetal – Staufenberg |
| 33    | Schulverkehr Niestetal, teilweise mit Fahrten bis Königsplatz/Mauerstraße und Hauptbahnhof |
| 35    | Lindenberg – Lohfelden – Bergshausen |
| 36    | Lohfelden - Vollmarshausen - Wellerode - Eiterhagen - Bergshausen (Schulbus, nicht während hessischer Schulferien) |
| 37    | Jobcenter – Hauptbahnhof – Königsplatz/Mauerstraße – Platz der Deutschen Einheit – Lohfelden – Vollmershausen – Wellerode (– Eiterhagen) (verkehrt montags-freitags nur nach 20 Uhr nach Eiterhagen; samstags und sonntags durchgängig) |
| 38    | Jobcenter - Hauptbahnhof - Königsplatz/Mauerstraße - Platz der Deutschen Einheit - Lohfelden (üb. Hammelsberg) - Vollmarshausen - Wellerode - Eiterhagen (verkehrt nur montags-freitags) |
| 40    | Ihringshäuser Straße – Ihringshausen – Simmershausen – Rothwesten – Holzhausen |
| 42    | Ihringshäuser Straße – Ihringshausenp – Simmershausen – Wahnhausen – Knickhagen – Wilhelmshausen – Hann.Münden |
| 44    | Holländische Straße – Niedervellmar – Vellmar Stadtmitte – Vellmar-West – Vellmar Dörnbergstraße |
| 45    | Ihringshäuser Straße – Ihringshäusen – Hann. Münden / Vellmar |
| 48    | Ihringshäuser Straße – Vellmar – Heckershausen – Ahnatal-Weimar |
| 50    | Dennhäuser Straße – Baunatal-Rengershausen – Baunatal-Hertingshausen (RATIO) |
| 51    | Bf. Wilhelmshöhe – Brasselsberg – Altenbauna |
| 52    | Sandershausen – Holländischer Platz/Universität – Königsplatz/Mauerstraße – Bf. Wilhelmshöhe – Brasselsberg – Schauenburg |
| 53    | Bf. Wilhelmshöhe – Brasselsberg – Baunatal – Schauenburg – Bad Emstal/Naumburg |
| 55    | Königsplatz/Mauerstraße – Bf. Wilhelmshöhe – Breitenbach – Bad Emstal – Naumburg |
| 59    | Schulverkehr Brückenhof – Baunatal – Schauenburg – Bad Emstal |
| 100   | Bf. Wilhelmshöhe – Königsplatz/Mauerstraße – Holländische Straße – Calden – Flughafen Kassel-Calden |
| 110   | Holländischer Platz - Königsplatz/Mauerstraße – Harleshausen – Habichtswald – Burghasungen – Wolfhagen |
| 500   | Bf. Wilhelmshöhe – Hauptbahnhof – Am Weinberg – Auestadion – Fritzlar – Bad Wildungen |

Hinzu kommen diverse E-Wagen, die insbesondere im morgendlichen Schülerverkehr auf eigenen Relationen zu verschiedenen Schulen in Kassel verkehren.

#### AST
Im Tagesnetz gibt es neben einigen linienbezogenen Bedarfsverkehren Fahrtmöglichkeiten mit Anruf-Sammel-Taxi-Linien. Eine vorherige Anmeldung ist eine Viertelstunde vor Fahrtbeginn nötig.
| Linie | Strecke                                 |
| ----- | --------------------------------------- |
| 90    | Gewerbepark Niederzwehren               |
| 91    | Oberzwehren Mitte – Hügelweg            |
| 92    | Oberzwehren Mitte – Wintertalstraße     |
| 93    | Platz der Deutschen Einheit – Lossewerk |
| 94    | Rasenallee – Ahnatalstraße              |
| 95    | Windhukstraße – Lindenberg              |
| 96    | Wolfsgraben – Fuhrmannsbreite           |
| 97    | Wohnstadt Waldau                        |

### Nachtverkehr

#### Nahtschwärmerverkehr am Wochenende
„Nachtschwärmer“-Fahrten gibt es an Wochenendnächten und vor Feiertagen jeweils ab Königsplatz um 1 Uhr und 2:15 Uhr, darüber hinaus auf einigen der Nachtbus-Linien auch um 3:30 Uhr und 4:45 Uhr. Es verkehren innerhalb der Stadt Kassel vier Straßenbahn- und sechs Nachtbuslinien zum normalen Verbundtarif. Außerdem fahren zusätzlich Anruf-Sammel-Taxen. Seit Frühjahr/Sommer 2017 war zusätzlich die Flughafenlinie 100 an allen Wochentagen im 24-Stunden-Betrieb im 60-Minuten-Takt zwischen Calden (Airport Kassel) und dem Bahnhof Wilhelmshöhe im Einsatz. Dieses Angebot wurde allerdings zum Fahrplanwechsel 2018 aufgrund geringer Nachfrage eingestellt.
| Linie  | Strecke |
| ------ | --- |
| N1     | Nachttram: Königsplatz – Holländischer Platz/Universität – Holländische Straße – Vellmar                                     |
| N3     | Nachttram: Königsplatz – Goethestraße – Bf. Wilhelmshöhe – Mattenberg                                                        |
| N4     | Nachttram: Königsplatz – Platz der Deutschen Einheit – Leipziger Platz – Kaufungen-Papierfabrik – Helsa                      |
| N5     | Nachttram: Königsplatz – Auestadion – Mattenberg – Baunatal                                                                  |
| N10/17 | Fuldabrück – Waldau – Platz der Deutschen Einheit – Königsplatz/Mauerstraße – Harleshausen – Vellmar-West – Obervellmar      |
| N37    | Königsplatz/Mauerstraße – Platz der Deutschen Einheit – Forstfeld – Lohfelden – Söhrewald                                    |
| N40    | Königsplatz/Mauerstraße – Ihringshäuser Straße – Fuldatal                                                                    |
| N49    | Königsplatz/Mauerstraße – Vellmar – Ahnatal - Calden - Flughafen Kassel Calden - Espenau - Vellmar - Königsplatz/Mauerstraße |
| N52    | Heiligenrode – Sandershausen – Holländischer Platz/Universität – Königsplatz/Mauerstraße – Kirchditmold – Bf. Wilhelmshöhe   |
| N53    | Bf. Wilhelmshöhe – Brasselsberg – Baunatal – Schauenburg – Bad Emstal - Naumburg                                             |

#### Täglicher Nachttaxi-Verkehr
An allen Wochentagen bietet die KVG seit der Liniennetzreform ein tägliches Angebot an Nachttaxi-Verkehren (vormals Früh- und Spätsammeltaxi). Anders als beim Tages-AST-Linien und Bedarfsfahrten auf einigen Buslinien, bedarf es zur Nutzung des Nachttaxis einer Anmeldung bis 22 Uhr des Vortages entweder Online oder per Telefon.
| Linie | Strecke                                                                                     |
| ----- | ------------------------------------------------------------------------------------------- |
| NT3   | Nordshausen – Brückenhof – Helleböhn – Bf. Wilhelmshöhe                                     |
| NT4   | Druseltal – Bf. Wilhelmshöhe – Königsplatz/Mauerstraße – Leipziger Platz - Wohnstadt Waldau |
| NT5   | Baunatal – Mattenberg – Königsplatz/Mauerstraße – Holländische Straße – Warteberg           |
| NT7   | Ihringshäuser Straße – Wolfsgraben – Königsplatz/Mauerstraße                                |
| NT10  | Rasenallee – Königsplatz/Mauerstraße                                                        |
| NT11  | Jungfernkopf – Bf. Wilhelmshöhe                                                             |

## Geschichte

### 1877 bis 1900
Im Jahr 1877 eröffnet die erste Straßenbahnlinie zwischen Königsplatz und Wilhelmshöhe mit einer Dampftram der Firma Kassel Tramway Company Limited.
Im Jahr 1884 eröffnet die Aktiengesellschaft „Kasseler Stadteisenbahn“ zwei Pferdetramlinien.
Im Jahre 1900 ist der Ausbau des Grundnetzes für die Straßenbahn beendet.

### 1900 bis 1950
Die Herkulesbahn befördert am 27. April 1903 erstmals Fahrgäste vom Palmenbad zum Herkules.
Wegen des Ersten Weltkriegs werden erstmals Frauen als Schaffnerinnen und Fahrerinnen eingesetzt.
Am 15. Januar 1928 wurde die „Kasseler Omnibus Gesellschaft“ (KOG) gegründet.
Am 16. Juni 1939 wurde die Kasseler Verkehrs-Gesellschaft durch Zusammenlegung der KOG und der „Grosse Casseler Strassenbahn“ gegründet.
1944 wird ein Oberleitungsbus zwischen Kirchditmold und Harleshausen eingeführt.
Nach der Bombennacht vom 22. Oktober 1943 können Straßenbahnen 1945 wieder durch die Innenstadt fahren.

### 1950 bis 1970
Zur Bundesgartenschau wird 1955 der erste vierachsige Gelenktriebwagen Wg 260 von der Firma Credé geliefert.
1960 wird in allen Bussen, 1963 auch in allen Trams der Einmannbetrieb ohne Schaffner eingeführt.
1962 wird der O-Bus-Betrieb eingestellt.
Am 11. April 1966 wird der Betrieb auf der Herkulesbahn eingestellt und durch Busse ersetzt.
Am 1. Februar 1968 geht Kassels erste Tunnelstrecke am Hauptbahnhof in Betrieb.
1969 wird der erste MAN-Stadtlinienbus in Betrieb genommen.

### 1970 bis 1990
1972 wird die Verkehrsgemeinschaft Kassel gegründet.
Am 7. Mai 1980 beschließt der KVG-Aufsichtsrat nach langen Bürgerprotesten, die Strecken Bebelplatz-Hessenschanze und Weserspitze-Wolfsanger nicht stillzulegen.
1981 wurden 16 Triebwagen vom Typ Duewag N8C in Betrieb genommen und der Einsatz aller zweiachsigen Trieb- und Beiwagen eingestellt.
1982 wurde der Flächenzonentarif eingeführt.
1984 wurde der 1979 begonnene Umbau des Betriebshofes Wilhelmshöhe abgeschlossen.
Am 8. August 1987 gehen die Nachtschwärmerbusse erstmals auf Linie.
Am 7. September 1987 wird das neue Kundenzentrum am Königsplatz eröffnet.
Im Oktober 1990 treffen die ersten Niederflur-Straßenbahnwagen vom Typ Duewag 6NGTW in Kassel ein.

### 1990 bis 2000
1991 erweitert und erneuert die KVG den Betriebshof Sandershäuser Straße.
1992 werden erstmals Niederflurbusse im Testbetrieb eingesetzt.
Am 28. November 1992 wird die Straßenbahnstrecke zwischen Walter-Schücking-Platz und Helleböhn in Betrieb genommen.
Am 13. Juli 1994 wird der Nordhessische VerkehrsVerbund (NVV) gegründet.
Im gleichen Jahr wird zusammen mit der Firma Profilbeton der Formstein „Kasseler Sonderbord“ entwickelt.
Ebenfalls 1994 gehen die ersten Niederflurbusse vom Typ Neoplan N 4016 in Betrieb.
Am 27. Mai 1995 wird die neue Tramstrecke nach Baunatal-Großenritte eingeweiht.
1996 wird die Rathauskreuzung inklusive Haltestellen umgebaut.
Ebenfalls 1996 wird die Kasseler Verkehrs Consulting GmbH gegründet.
Am 18. Februar 1997 findet das erste Treffen des KVG-Forums statt.
Am 21. Juni 1997 wird die KVG 100 Jahre alt.
Am 27. Juni ist Baubeginn der Lossetalbahn nach Hessisch-Lichtenau.

### 2000 bis 2010
2008 beginnt der Umbau der Haltestelle Holländische Straße, um später die Linie 1 nach Vellmar dort fortsetzen zu können.
Januar 2009 ist die Haltestelle Holländische Straße fertig gestellt. Am 4. Mai wird mit den Bauarbeiten für die Straßenbahnstrecke nach Vellmar begonnen.
Im Oktober 2009 werden an der RT-Haltestelle DFI-Anzeiger angebracht.